# UNE-36001
En España la norma UNE-36001 clasifica las aleaciones férricas según las denominadas series F. A los aceros les corresponden las series F100 a F700, a las fundiciones la F800 y a otras aleaciones férricas la F900. Cada país tiene su propia norma para clasificar a los aceros, aunque todas ellas son más o menos equivalentes. Según dicha norma, los aceros se clasifican en:
- Aceros para construcción (F100): engloba la mayoría de aceros de uso genérico
  - Aceros al carbono (F110): ésta es la más genérica de todas
  - Aceros aleados de temple y revenido (F120): soportan grandes esfuerzos
  - Aceros para rodamientos (F130): su alto contenido en cromo los hace resistentes al rozamientoRodamiento de acero
  - Aceros para muelles (F140): presentan una elevada elasticidad
  - Aceros de cementación (F150): se emplean en la construcción de engranajes por su resistencia y tenacidad
  - Aceros de nitruración y cianuración (F170): son duros por fuera y tenaces por dentro
- Aceros especiales (F200): presentan ciertas propiedades concretas.
  - Aceros de fácil mecanizado (F210)
  - Aceros de fácil soldadura (F220)
  - Aceros con propiedades magnéticas (F230)
  - Aceros de alta y baja dilatación (F240)
  - Aceros de resistencia a la fluencia (F250)
- Aceros inoxidables y anticorrosión (F300)
  - Aceros inoxidables (F310)

- Aceros de emergencia (F400): presentan alta resistencia a ciertos factores
  - Aceros de alta resistencia (F410): soportan más de 700 MPa (700 N/mm²)
  - Aceros para cementar (F430)

- Datos: Q6155019